# Georgi Dančov
Georgi Dančov, nato Georgi Popgheorghiev Dančov (in cirillico: Георги Попгеоргиев Данчов; Chirpan, 27 luglio 1846 – Sofia, 19 gennaio 1908), è stato un artista, fotografo e rivoluzionario bulgaro.
È stato uno dei collaboratori più stretti di Vasil Levski, ed è considerato l'autore della più accurata riproduzione dell’Apostolo (soprannome di Levski). Georgi Dančov, padre di Nikola e Ivan Dančov, è stato una figura di rilievo nella composizione delle prime enciclopedie e di numerosi dizionari bulgari. 
Il 24 maggio 1869 Levski arriva a Chirpan, dove alloggia presso l'abitazione di Georgi Dančov, che allora era anche la sede del Comitato Segreto locale. Durante il movimento rivoluzionario, Dančov (conosciuto anche con il nome di Zografina) viene esiliato a Diyarbakır e condannato all'ergastolo, ma, nel 1876, riesce a fuggire in Russia, e nonostante l'esilio, il suo entusiasmo artistico sopravvive – difatti in quel periodo crea la litografia “Sirene”. Durante la guerra tra Russia e Turchia, Dančov si arruola tra i volontari bulgari, venendo poi liberato dopo il colpo di stato della Rumelia. Dančov è stato anche una figura pubblica: membro del Governo provvisorio a Plovdiv ed eletto numerose volte al Parlamento. Nel 1879, a Plovdiv, crea la sua leggendaria opera litografica chiamata Free Bulgaria.

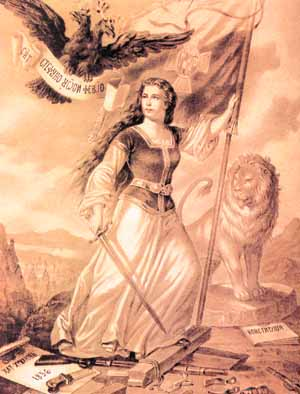
Georgi Danchov, Free Bulgaria, litografia

Georgi Dančov dipinge icone per numerose chiese nelle città di Plovdiv, Chirpan, Stara Zagora, Kazanlăk. Nel 1861 decora l'abside e l'altare nel Monastero di Arapovo (St. Nedelya) (chiamato anche monastero Zlatovrahski) e la cripta del monastero di St. Spas, vicino a Sopot. Nel 1865 arriva a Costantinopoli, dove studia litografia. 
Le sue prime opere litografiche sono i ritratti di Medhat Pasha e la composizione di pittura rupestre della Principessa Raina. Nel 1867, su commissione di Nayden Gerov, Dančov crea una serei di 17 immagini che riproducono costumi bulgari e ambientazioni tipiche locali, che vengono poi esposte all'Università di Mosca.
Oltre a Levski, Dančov ha ritratto altri rivoluzionari e figure pubbliche della Bulgaria: Hristo Botev, Georgi Rakovski, Zahari Stoyanov, Stefan Stambolov. 
Dančov è anche uno dei fondatori della pittura secolare e uno dei primi fotografi bulgari.